# Mariazell
Mariazell là một thành phố ở Áo, thuộc bang Styria, nổi tiếng với các môn thể thao mùa Đông, có cự ly 143 km về phía bắc Graz. Thành phố nằm ở thung lũng Salza, phía bắc Styrian Alps.

## Kết nghĩa
Mariazell kết nghĩa với:
- Esztergom ở Hungary (từ 6/5/2002)
- Loreto ở Italia